# Циклін E1
CCNE1 (англ. Cyclin E1) – білок, який кодується однойменним геном, розташованим у людей на короткому плечі 19-ї хромосоми. Довжина поліпептидного ланцюга білка становить 410 амінокислот, а молекулярна маса — 47 077.
| 10         |  | 20         |  | 30         |  | 40         |  | 50         |
| ---------- |  | ---------- |  | ---------- |  | ---------- |  | ---------- |
| MPRERRERDA |  | KERDTMKEDG |  | GAEFSARSRK |  | RKANVTVFLQ |  | DPDEEMAKID |
| RTARDQCGSQ |  | PWDNNAVCAD |  | PCSLIPTPDK |  | EDDDRVYPNS |  | TCKPRIIAPS |
| RGSPLPVLSW |  | ANREEVWKIM |  | LNKEKTYLRD |  | QHFLEQHPLL |  | QPKMRAILLD |
| WLMEVCEVYK |  | LHRETFYLAQ |  | DFFDRYMATQ |  | ENVVKTLLQL |  | IGISSLFIAA |
| KLEEIYPPKL |  | HQFAYVTDGA |  | CSGDEILTME |  | LMIMKALKWR |  | LSPLTIVSWL |
| NVYMQVAYLN |  | DLHEVLLPQY |  | PQQIFIQIAE |  | LLDLCVLDVD |  | CLEFPYGILA |
| ASALYHFSSS |  | ELMQKVSGYQ |  | WCDIENCVKW |  | MVPFAMVIRE |  | TGSSKLKHFR |
| GVADEDAHNI |  | QTHRDSLDLL |  | DKARAKKAML |  | SEQNRASPLP |  | SGLLTPPQSG |
| KKQSSGPEMA |  |            |  |            |  |            |  |            |

A: Аланін

C: Цистеїн

D: Аспарагінова кислота

E: Глутамінова кислота

F: Фенілаланін

G: Гліцин

H: Гістидин

I: Ізолейцин

K: Лізин

L: Лейцин

M: Метіонін

N: Аспарагін

P: Пролін

Q: Глутамін

R: Аргінін

S: Серин

T: Треонін

V: Валін

W: Триптофан

Кодований геном білок за функцією належить до фосфопротеїнів. 
Задіяний у таких біологічних процесах, як клітинний цикл, поділ клітини, альтернативний сплайсинг. 
Локалізований у ядрі.